# Esteban Giglio
Esteban Damián Giglio (Buenos Aires, 4 april 1986) is een Argentijnse voetballer die speelt voor Comercial Futebol Clube. Hij is een verdediger.
Giglio debuteerde op 8 augustus 2008 in de wedstrijd FC Zwolle – MVV (0–0). In de winterstop van het seizoen 2008/09 werd hij ontslagen bij FC Zwolle, waarna hij een half jaar later aan de gang ging bij Nueva Chicago. Van daaruit vertrok hij naar Brazilië om voor Comercial Futebol Clube uit te komen.

## Statistieken
| Seizoen | Club                    | Land       | Competitie                   | Wed. | Goals |
| ------- | ----------------------- | ---------- | ---------------------------- | ---- | ----- |
| 2008/09 | FC Zwolle               | Nederland  | Eerste divisie               | 13   | 0     |
| 2009/10 | Nueva Chicago           | Argentinië | Primera B Metropolitana      | ?    | ?     |
| 2010/11 | Nueva Chicago           | Argentinië | Primera B Metropolitana      | ?    | ?     |
| 2011    | Comercial Futebol Clube | Brazilië   | Campeonato Paulista Série A2 | ?    | ?     |
| Totaal  | Totaal                  | Totaal     | Totaal                       | 13   | 0     |